# Hieronymus Hau

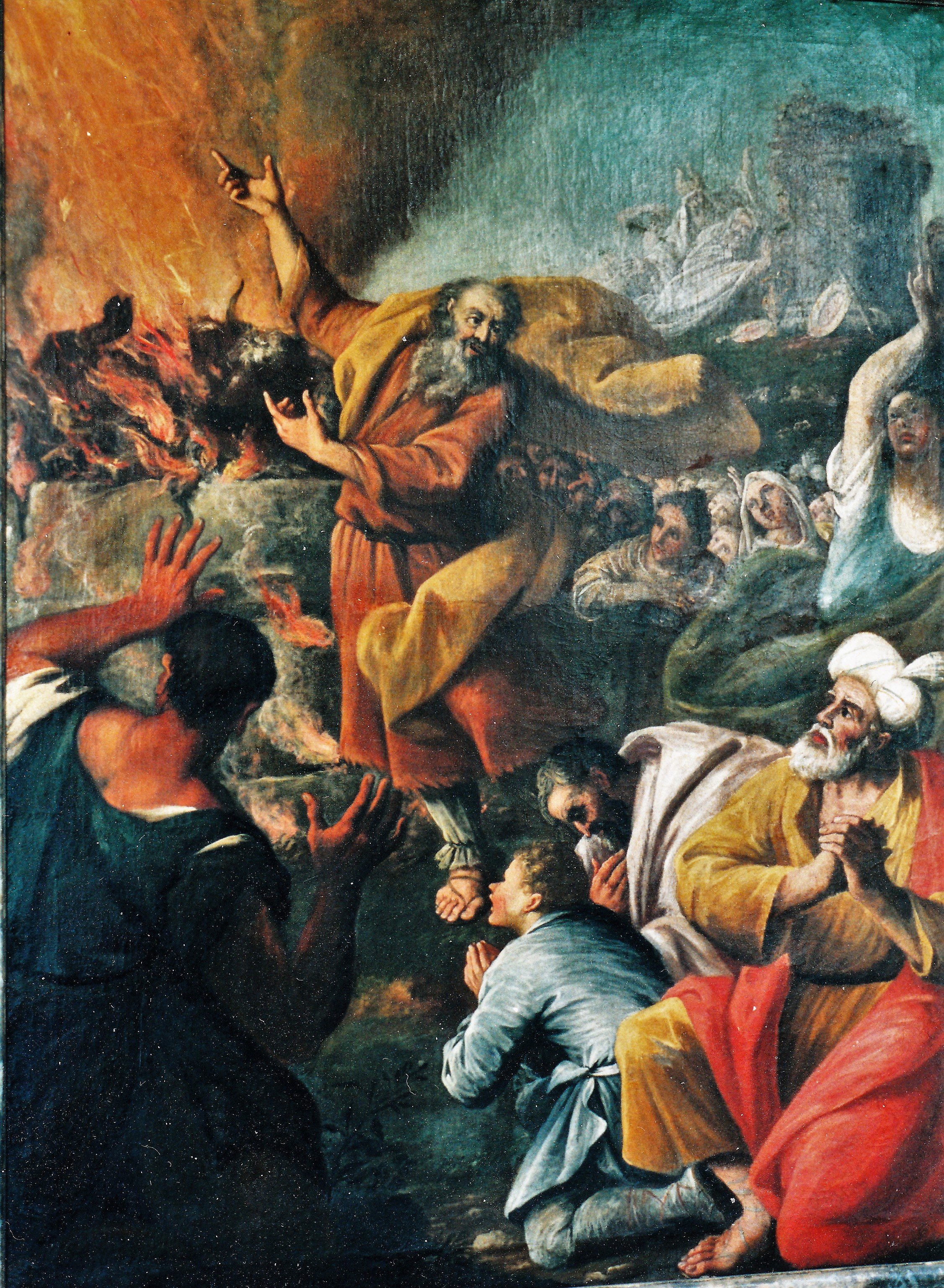
Bild im Kreuzgang des oberschwäbischen Klosters Ottobeuren

Hieronymus Hau (* 1679 in Kempten; † 4. November 1745 ebenda) war ein schwäbischer Maler. Nach seinem Nachnamen ist der Stadtteil und das kleine Schlösschen Haubenschloß in Kempten benannt. Das Bauwerk wurde zunächst als Hau'ges Schlößle bezeichnet, bis sich der Name Haubenschloß einbürgerte. Hieronymus ist im Haubenschloß geboren worden und wohnte dort, das Haus gehörte ihm.

## Leben
Der Maler Hieronymus Hau wurde als einziges Kind des Geschäftsmanns Sigmund Hau und dessen Ehefrau Anna Katharina geboren. Hau kannte seinen Vater nie, dieser nahm sich das Leben kurz vor der Geburt seines einzigen Sohnes. Bereits im Kindesalter entdeckte man die künstlerische Begabung von Hieronymus Hau. Seine erste Ausbildung zum Kunstmaler erfolgte am Kloster Ottobeuren und mit der Malerfamilie Hermann, aus welcher auch Franz Georg Hermann stammt.
Der Künstler reiste nach Italien im Jahr 1712. Dort in Rom hat er seine Kenntnisse über die Technik der Malerei erweitert. Als Hieronymus zurück im Allgäu war, galt er als guter Porträtist und wirkte bedeutend an der Ausschmückung des Klosters in Ottobeuren mit. 1717 heiratete er Anna Margarete Daumüller. Deren Tochter heiratete im Jahr 1762 Johann Adam Kesel.
Hieronymus Hau war neben seiner künstlerischen Tätigkeit auch ein Magistrat von Kempten und Kirchenpfleger der St. Mang-Kirche. Hau starb am 4. November 1745.

## Werke
Zu seinen Werken zählt auch ein Altarbild, welches heute in der Residenz in Kempten hängt und mehrere Porträts der Kemptener Fürstäbte. In der St. Mang-Kirche von Kempten hängt das Gemälde Christus am Kreuz welches der Maler der Kirche im Jahr 1726 geschenkt hat. Durch seine Verbindung zum Maler Franz Benedikt Hermann erhielt Hieronymus die meisten Arbeitsaufträge im Ottobeurer Kloster. Für dieses Kloster schuf er Gemälde von 42 Heiligen und 39 Bilder mit Motiven aus dem Alten und Neuen Testament, von denen zwei verschollen sind und 37 im Kreuzgang des Klosters hängen.